# Połykanie

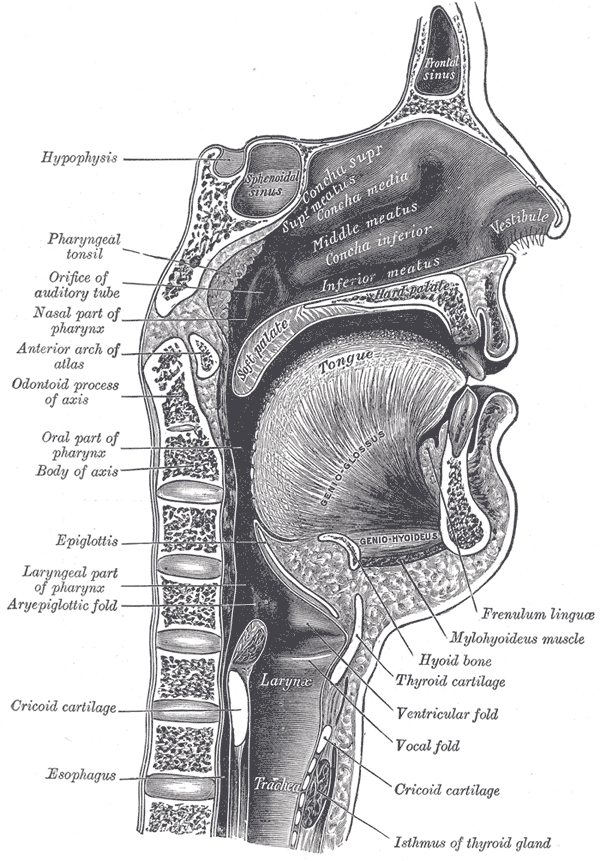
Przekrój strzałkowy przez jamę ustną i gardło

Połykanie – odruch polegający na przechodzeniu pożywienia z jamy ustnej poprzez gardło i przełyk. Analogicznie, wyróżnia się trzy fazy procesu połykania: ustną, gardłową i przełykową. Jedynie faza ustna, którą poprzedza proces żucia, ma charakter dowolny.
Fazami odruchowymi steruje ośrodek połykania zlokalizowany w układzie siateczkowatym pnia mózgu. Do niego wędrują impulsy z pobudzonych receptorów jamy ustnej, gardła i przełyku poprzez nerwy czaszkowe: V, IX i X; natomiast drogą odśrodkową, poprzez nerwy: V, VII, IX, X i XII, wędrują informacje zwrotne do mięśni gardła i przełyku.

## Fazy połykania

### Faza ustna
Jest to jedyna dowolna faza połykania, zależna od ośrodków ruchowych kory mózgowej. Dzięki skurczowi mięśnia poprzecznego języka i mięśnia bródkowo-językowego, rozdrobniony i zmieszany pokarm zostaje uformowany w kęs pokarmowy i ułożony na języku. Zostaje on później przesunięty do ustnej części gardła. W trakcie przechodzenia pokarmu przez cieśń gardła zostają podrażnione receptory, co prowadzi do uniesienia i napięcia podniebienia miękkiego (zamknięcie drogi do jamy nosowej), zbliżenia do siebie łuków podniebiennych (zamknięcie drogi do jamy ustnej) oraz uniesienia krtani, zamknięcia szpary głosowej i nagłośni (zamknięcie dróg oddechowych).
Cała faza ustna trwa około 0,3 sekundy.

### Faza gardłowa
W tej fazie pokarm jest przesuwany przez gardło dzięki skurczom mięśni okrężnych gardła (zwieraczy gardła górnych, środkowych i dolnych). Konieczne jest jednocześnie rozluźnienie górnego zwieracz przełyku (UES). Tworzy się fala perystaltyczna powodująca wzrost ciśnienia w gardle do ok. 10,0 kPa (100 cm H2O). Fala perystaltyczna przesuwa się z prędkością ok. 5–10 cm/s. Z chwilą przejścia kęsa pokarmowego do przełyku ponownie zamyka się górny zwieracz przełyku.
Faza gardłowa trwa około 1,5 sekundy.

### Faza przełykowa
Pokarm przechodzi przez przełyk dzięki fali perystaltycznej zapoczątkowanej w gardle. Po zakończeniu fazy gardłowej otwiera się również droga do jamy nosowej, a także rozszerza szpara głośni – zastaje przywrócone oddychanie.
Wyróżnia się dwa rodzaje fali perystaltycznej – perystaltyka pierwotna (rozpoczynająca się poniżej górnego zwieracza przełyku, będąca kontynuacją fali perystaltycznej gardła) oraz perystaltyka wtórna (rozpoczynająca się w dowolnym miejscu w przełyku, powstaje po przejściu fali pierwotnej i jest spowodowana zatrzymywaniem resztek pokarmowych w przełyku). 
W trakcie przechodzenia pokarmu przez przełyk dochodzi do szeregu zmian w jego ciśnieniu; zmiany te nazywane są zespołem połykania. Po przejściu pokarmu przez górny zwieracz przełyku dochodzi do chwilowego wzrostu w nim ciśnienia (do ok. 8,0–10,0 kPa), a następnie powrotu do wartości spoczynkowych. W trzonie przełyku, w miarę przechodzenia fali perystaltycznej, również wzrasta ciśnienie (rosnąco w miarę zbliżania się do żołądka), dochodząc do ok. 12,0 kPa przy przełykaniu pokarmów stałych i ok. 5,0 kPa przy połykaniu śliny. Szybkość przesuwania się fali perystaltycznej wynosi 2–4 cm/s. 
Po dojściu pokarmu do dolnego zwieracza przełyku (LES), ulega on rozkurczowi a ciśnienie w nim spada (jednak nigdy poniżej ciśnienia obecnego w żołądku – zapobiega to powstawaniu refluksu). Spadek ciśnienia utrzymuje się przez około 5–10 s. Po przejściu pokarmu do żołądka dochodzi do chwilowego wzrostu ciśnienia w LES (do wartości 2,0–3,0 kPa), a następnie powrotu do wartości spoczynkowych.
Przy tzw. „piciu duszkiem” (szybkie, powtarzające się po sobie ruchy połykowe) nie obserwuje się kolejnych zespołów połykania; przełyk utrzymuje się w stanie rozkurczu, a perystaltykę można zarejestrować tylko przy pierwszym i ostatnim połknięciu.